# 아즈마촌 (나가노현 가미타카이군)
아즈마촌(東村)은 나가노현 가미타카이군에 있던 촌이다. 현재의 스자카시 남부에 해당한다.

## 역사
- 1955년 1월 1일 - 도요오카촌, 니레이촌이 합병해 성립하였다.
- 1971년 4월 30일 - 스자카시에 편입되었다. 동일 아즈마촌은 폐지되었다.